# Kurzawka polna
Kurzawka polna, kurzawka węgierska (Bovista graveolens Schwalb) – gatunek grzybów z rodziny purchawkowatych (Lycoperdaceae). Przez laików często błędnie uważany za purchawki. Różni się od nich brakiem płonnej części (trzonu pod owocnikiem).

## Systematyka i nazewnictwo
Pozycja w klasyfikacji według Index Fungorum: Bovista, Lycoperdaceae, Agaricales, Agaricomycetidae, Agaricomycetes, Agaricomycotina, Basidiomycota, Fungi.
Po raz pierwszy zdiagnozował go w 1893 r. Carl Schwalb, nadając mu nazwę Lycoperdon coloratum. Według Index Fungorum jest to takson niepewny. Polskie nazwy nadał Feliks Teodorowicz w 1939 r.

## Morfologia
Owocnik
Kulisty, czasem garbkowaty lub nieco w górnej części spłaszczony, czasami pofałdowany, o średnicy 3–7 cm, bez sznura grzybniowego, ale dojrzałe okazy czasem mogą mieć resztki strzępek. Egzoperydium początkowo białe, potem kremowe, cienkie, gładkie lub drobno ziarniste, ze spłaszczonymi wybrzuszeniami i ziarenkowatymi wklęsłościami, w których występują nieregularne, bardzo krótkie i ostre wyrostki. Dość wcześnie odpada, ale na okazach rosnących na stanowiskach osłoniętych od wiatru utrzymuje się dłużej; wówczas takie stare egzoperydium ma barwę od czarnokasztanowej do czarnej. Wewnętrzna warstwa perydium (endoperydium) pergaminowata i sprężyście napięta, elastyczna, o barwie ochrowobrunatnej, szarobrązowej, umbrowej lub brązowawej z czerwonawym odcieniem. W dojrzałym owocniku gleba ciemnokawowa z purpurowym odcieniem. Podglebia brak. Dojrzałe okazy z małym i kolistym otworem na szczycie, który później nieregularnie rozszerza się.
Cechy mikroskopowe
Wysyp zarodników czarnobrązowy. Bazydiospory 4–5,5 μm, kuliste lub prawie kuliste, gładkie lub punktowane, szkliste z gutulą. Sterygmy szkliste, 8–18 × 1 μm, wygięte w kształcie litery „U” i ostro zakończone. Włośnia ciemnobrązowa z czerwonawym odcieniem, grubościenna, sprężysta, bez jamek, miejscami ze zgrubieniami. Jej główny pień ma średnicę 10–26 μm i są na nim liczne, dichotomiczne rozgałęzienia o końcach ostro zwężających się.
Gatunki podobne
Kurzawka polna może być mylona z kurzawką czerniejącą (Bovista nigrescens). Odróżnia się od niej sterygmami wygiętymi na kształt litery „U”.

## Występowanie i siedlisko
Podano stanowiska w niektórych krajach Europy i na dwóch stanowiskach w Ameryce Północnej. Jest gatunkiem dość rzadkim. W Polsce w 2003 r. Władysław Wojewoda przytoczył 10 stanowisk, w późniejszych latach podano następne, a bardziej aktualne podaje internetowy atlas grzybów.
Naziemny grzyb saprotroficzny. Występuje na pastwiskach, w lasach świerkowych na piaszczystych wydmach, przy drogach polnych i na miedzach. W Polsce występuje głównie na siedliskach związanych z gospodarką człowieka: na pastwiskach, ścierniskach i obrzeżach dróg.